# 3937 Bretagnon
3937 Bretagnon је астероид главног астероидног појаса чија средња удаљеност од Сунца износи 3,073 астрономских јединица (АЈ).
Апсолутна магнитуда астероида је 11,7.